# Videogiochi nel 1997

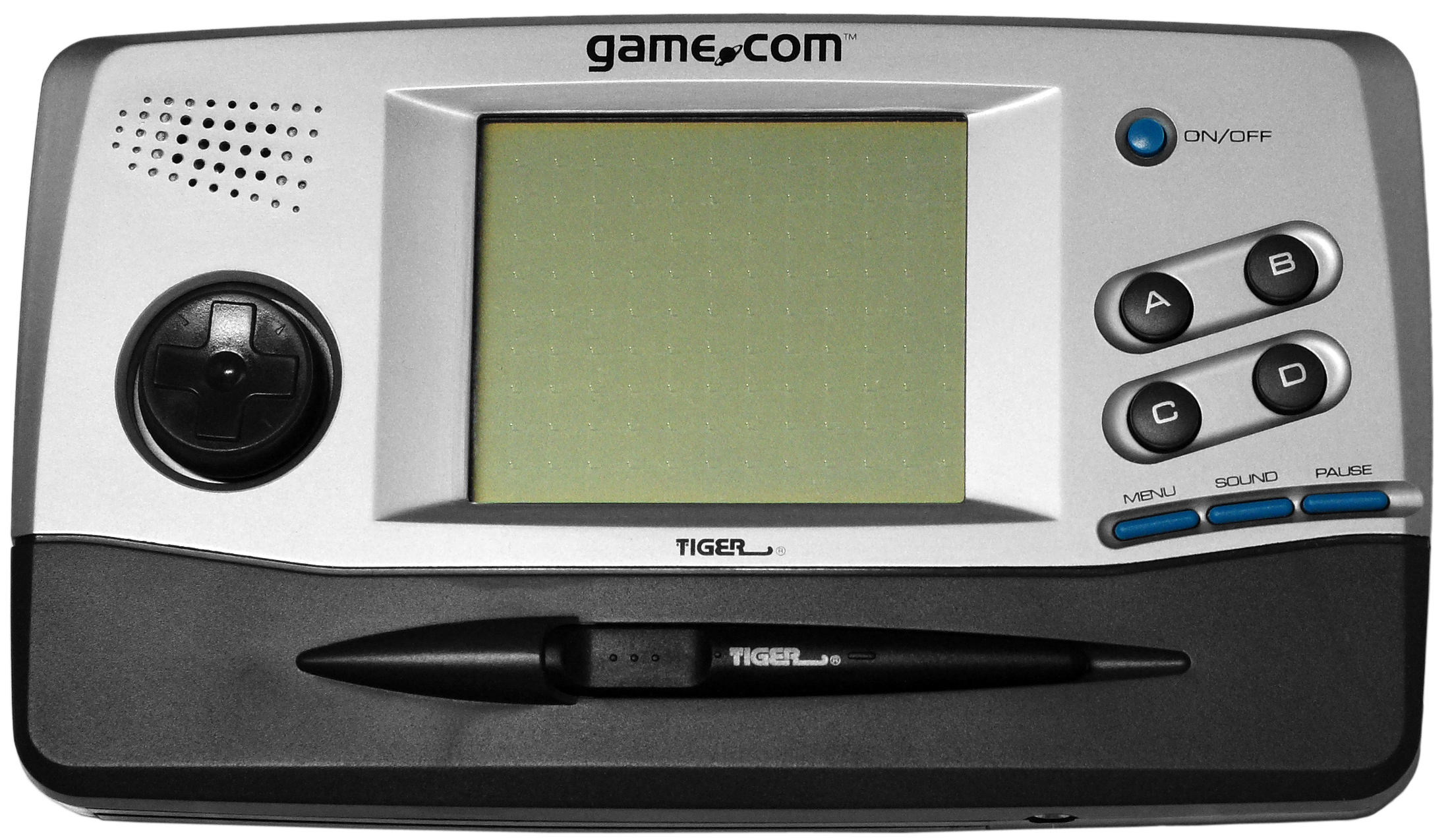
Game.com

Eventi rilevanti avvenuti nell'industria dei videogiochi nel 1997. 
Per un elenco delle voci su giochi usciti nell'anno vedi Categoria:Videogiochi del 1997.

## Eventi
- 1º marzo — Nintendo mette in vendita la console Nintendo 64 in Europa e Australia[1].
- 2 maggio - viene fondata la Quantic Dream.
- agosto — Fujitsu dismette i sistemi FM Towns.
- 19 settembre — Oddworld Inhabitants presenta Oddworld: Abe's Oddysee[1] primo episodio della serie Oddworld[2].
- 25 settembre — Origin Systems presenta Ultima Online[1].
- ottobre — Nintendo presenta una versione riprogettata del SNES.
- 26 ottobre — Ensemble Studios sviluppa Age of Empires[1].
- DMA Design nel 1997
  - Gremlin Interactive acquisisce la DMA Design
  - 28 novembre — DMA Design presenta Grand Theft Auto primo episodio della serie Grand Theft Auto[1][2].
- 31 gennaio — Squaresoft pubblica Final Fantasy VII[1][2]
- 4 ottobre — muore in un incidente d'auto Gunpei Yokoi.
- 18 dicembre — Game Arts pubblica Grandia, primo capitolo dell'omonima serie.
- 23 dicembre — Polyphony Digital presenta Gran Turismo primo capitolo della serie Gran Turismo[2].
- Viene fondata la Sucker Punch Productions.
- Viene fondata la 2015, Inc.
- Viene fondata la Relic Entertainment.
- Viene fondata la Whoopee Camp.
- Viene fondata la Human Head Studios.
- SEGA dismette la console portatile Game Gear.
- Tiger Electronics presenta Game.com
- Sony presenta il kit di sviluppo PlayStation per computer.
- Electronic Arts acquista Maxis.
- Activision acquista CentreSoft Ltd. e Raven Software.